# 深圳清华大学研究院
深圳清华大学研究院，是深圳市政府和清华大学共建的以企业化方式运作的事业单位，成立於1996年12月。該機構自稱要培養上市公司和华南地区的人才。